# اسپیک میلیگان
ترنس آلن "اسپایک" میلیگان ((به انگلیسی: Terence Alan "Spike" Milligan)؛ زاده ۱۶ آوریل ۱۹۱۸ درگذشته ۲۷ فوریهٔ ۲۰۰۲)  بازیگر، کمدین، نویسنده، موسیقیدان، شاعر و نمایشنامه نویس انگلیسی-ایرلندی بود. میلیگان، فرزند پدری ایرلندی و مادری انگلیسی، در هند متولد شد و دوران کودکی خود را آنجا گذراند. اما بیشتر زندگی اش را در انگلستان گذراند. او که نام کوچکش را دوست نداشت، پس از شنیدن گروه Spike Jones and City Slickers در رادیو لوکزامبورگ، خود را "اسپایک" نامید. از فیلم‌ها یا برنامه‌های تلویزیونی که وی در آن نقش داشته‌است می‌توان به زندگی برایان، شبح در خورشید ظهر، مسیحی جادویی اشاره کرد.